# Denise Paraná
Denise Paraná es una periodista y escritora brasileña más conocida por ser la biógrafa del expresidente de Brasil Luiz Inácio Lula da Silva.
Es Doctora en Humanidades de la Universidad de São Paulo y post-doctorada de la Universidad de Cambridge; el resultado de su tesis doctoral, escrita en 1995 en la Facultad de Filosofía, Letras y Ciencias Humanas de la Universidad de São Paulo, generó la única biografía autorizada de Lula da Silva, publicada bajo el título Lula, o Filho do Brasil en 1996, que posteriormente sería adaptado al cine con un título homónimo. El libro sería traducido al español por Marcelo Canossa bajo el título Lula, el hijo de Brasil, y fue publicado por la editorial Ateneo en 2003.
En noviembre de 2009, y a través de la casa editorial Objetiva, puso en marcha una segunda biografía política con el título A História de Lula: O Filho do Brasil, que a principios de enero de 2010 fue uno de los libros de no ficción más vendidos en Brasil.